# Flaga Zabrza
Flaga Zabrza – jeden z symboli miejskich Zabrza w postaci flagi.

## Wygląd i symbolika
Flaga została zaprojektowana jako prostokątny płat, podzielony na trzy równe, poziome (równoległe) pasy. Pas górny jest koloru czerwonego, pas środkowy jest koloru błękitnego, a pas dolny jest złoty (żółty).
Dokładne barwy to:
- czerwony – Pantone 1795, CMYK 0-100-100-0
- niebieski – Pantone 2728, CMYK 100-60-0-0
- żółty (złoty) – Pantone 116, CMYK 0-20-100-0